# Gornozavodsk (Sachalin)
Gornozavodsk (rusky Горнозаводск) do roku 1947 Najhoro je osada v Rusku, na Dálném východě v Sachalinské oblasti. Žije zde 3 711 obyvatel (2021).
V dobách SSSR bylo město jedním z hlavních center těžby uhlí na ostrově Sachalin.

## Geografie
Obec se nachází na jihozápadním pobřeží ostrova Sachalin na břehu Tatarského průlivu. 18 km severně se nachází okresní město Něvelsk a 148 km severozápadně je oblastní centrum Južno-Sachalinsk.
Gornozavodskem protéká řeka Lopatinka.

## Historie
Současná obec Gornozavodsk se nachází v těsné blízkosti původní osady domorodých Ainuů.

### Japonské období (1905–1945)
Podle Portsmouthské mírové smlouvy (1905), která ukončila rusko-japonskou válku (1905), přešla jižní část ostrova Sachalin pod nadvládu Japonska. V roce 1905 začalo japonské osídlování získaného území, zakládaly se města a osady. Na místě původní domorodé osady vznikla japonská vesnice Najhoro (japonsky 内幌). Osadníci se zabývali rybolovem a lovem. Do 30. let 20. století bylo Najhoro malou rybářskou vesnicí.
Na konci 20. let 20. století začal průmyslový rozvoj oblasti. V roce 1929 otevřela v osadě společnost Mitsubishi první důl na hnědé uhlí. K dolu byla zavedena úzkorozchodná železnice z města Honto a v Najhoro byla postavena úpravna uhlí.
Ve 30. letech 20. století byla v Najhoro postavena továrna na výrobu syntetického paliva z uhlí.
Dne 16. listopadu 1939 v Najhoro vypukl velký požár, kdy byla většina obce zničena a zemřeli dva lidé. Dne 1. dubna 1941 Najhoro získalo statut města, v tu dobu zde žilo 10 957 obyvatel.
Dne 22. srpna 1945 bylo město obsazeno SSSR.

### Sovětské období (1905–1991)
V důsledku výsledků druhé světové války se jižní část ostrova Sachalin včetně města Najhoro stala součástí Ruské sovětské federativní socialistické republiky. Do roku 1947 bylo původní japonské obyvatelstvo vystěhováno. Dne 15. října 1947 byly potvrzeny městská práva a schválen současný název Gornozavodsk. V roce 1948 byl ve městě otevřen čtvrtý uhelný důl.
Od 50. let 20. století se město začalo aktivně rozvíjet. Ve městě se stavěly typické vícepodlažní domy, charakteristické pro sovětské hornaté terény. Populace rychle narůstala.
V Gornozavodsku byla budována sociální zařízení a rozvíjela se infrastruktura. Postavily se základní a mateřské školy, městská nemocnice, sportovní stadion, městský dům kultury Šachťor.
V roce 1950 byl vytvořen Gornozavodský okres, který byl vyčleněn z původního Něvelského okresu, a Gornozavodsk se stal okresním městem. Roku 1957 byl okres zrušen a znovu začleněn do Něvelského okresu.
V 80. letech 20. století byl Gornozavodsk rozvinutým centrem uhelného průmyslu a žilo zde více než 10 tis. obyvatel. Bouřlivý rozvoj města ukončil rozpad Sovětského svazu v roce 1991.

### Ruské období (od 1991)
Rozpad Sovětského svazu a následná ekonomická krize 90. let vedly k uzavření uhelných dolů v Gornozavodsku. S kolapsem hlavního průmyslu ve městě přišla nezaměstnanost a rychlý odliv obyvatel do pevninského Ruska. V důsledku městského kolapsu byl v roce 2004 Gornozavodsk zbaven statusu města a stal se vesnicí.
Odešlé obyvatelstvo za sebou zanechalo celé čtvrtě opuštěných domů. Bytové domy se dále neopravovaly. Nebyly peníze na opravu dopravní infrastruktury. O Gornozavodsku se mluvilo téměř jako o městě duchů.
Po roce 2010 přišla proměna chátrajícího Gornozavodsku, desítky opuštěných budov byly zbořeny a začalo se s opravou obecních silnic.
V roce 2015 byl Gornozavodsk zařazen na seznam deseti obcí Ruska, kterým hrozí zánik. V letech 2022 a 2023 byla většina domácností Gornozavodsku opakovaně po dobu několika dnů bez přístupu k pitné vodě, vzhledem k opakovaným haváriím potrubí.

## Hospodářství a doprava
Po zastavení těžby uhlí v 90. letech 20. století je dnes Gornozavodsk bez průmyslové základny. Obyvatelstvo se zabývá především rybolovem a lovem kožešin. Většina domů od pobřeží do vnitrozemí je opouštěná.
Gornozavodskem prochází úzkorozchodná železniční trat Iljinsk - Šebunino (zde zastávka Šachta-Sachalinskaja), která vede podél západního pobřeží ostrova. Od roku 1999 v obci nefunguje osobní železniční doprava. V roce 2016 byla ukončena i nákladní doprava, která se zaměřovala především na dovoz uhlí do přístavu v Gornozavodsku. Koleje byly částečně odstraněny.
Obcí prochází regionální silnice R496, která vede podél západního pobřeží z Cholmsku jižním směrem přes Něvelsk do Šebunina.